# Notiphila teres
Notiphila teres är en tvåvingeart som beskrevs av Cresson 1931. Notiphila teres ingår i släktet Notiphila och familjen vattenflugor. Inga underarter finns listade i Catalogue of Life.